# Keminluoto
Keminluoto är en ö i Finland. Den ligger i sjön Korvuanjärvi och i kommunerna Suomussalmi och Taivalkoski i landskapen Kajanaland och Norra Österbotten, i den nordöstra delen av landet, 600 km norr om huvudstaden Helsingfors. Öns area är 0,5 hektar och dess största längd är 80 meter i sydöst-nordvästlig riktning.